# Cocorăști
Cocorăști – wieś w Rumunii, w okręgu Aluta, w gminie Pleșoiu. W 2011 roku liczyła 512 mieszkańców.